# 키즈나 아이
키즈나 아이(일본어: キズナアイ)는 Activ8 주식회사가 제작하고 일본의 버추얼 유튜버 음악 아티스트다. 인공지능(AI)을 자칭하고 있다.

## 내력
2016년 11월 29일에 첫 번째 동영상이 유튜브에 게시되었다.